# Jack Hobbs
Jack Hobbs (Portsmouth, 18 agosto 1988) è un ex calciatore inglese, di ruolo difensore.

## Caratteristiche tecniche
È un difensore centrale che può agire anche da mediano.

## Carriera

### Club
Nato a Portsmouth, gioca nel Moulton fino all'età di 10 anni. Successivamente passa al Lincoln City, dove debutta in prima squadra all'età di 16 anni, nella stagione 2004/05, giocando 3 minuti nell'1-1 con il Bristol Rovers.
Passa al Liverpool il 2 agosto 2005, dopo un provino. Debutta nella squadra riserve in un derby contro l'Everton, firmando poi un triennale con il club del Merseyside. Diventa capitano del Liverpool Youth Team, con il quale vince la FA Youth Cup in finale contro il Manchester City. Il primo cap nella prima squadra lo colleziona subentrando durante la vittoria di Carling Cup del 25 settembre 2007 contro il Reading F.C. per 4-2, anche se la prima gara completa la disputa il 31 ottobre 2007, sempre in Carling Cup, contro il Cardiff City. In Premier League il primo cap è nel 4-0 del 2 dicembre 2007 contro il Bolton Wanderers F.C., rimpiazzando dopo 51 minuti Jamie Carragher, la prima gara da titolare contro il Reading F.C. l'8 dicembre 2007 al posto del finlandese Sami Hyypiä.
Il 25 gennaio 2008 passa in prestito allo Scunthorpe per farsi le ossa e poi ritornare sul Merseyside, dove è considerato dagli addetti ai lavori, insieme al danese Daniel Agger, il futuro della retroguardia dei Reds. Nel 2008 passa in prestito al Leicester City. Nel mercato invernale passa prima in prestito all'Hull City, totalizzando 13 presenze. Infine viene riscattato dalle Tigers.

### Nazionale
Ha giocato nella nazionale inglese Under-19.

## Palmarès

### Club

#### Competizioni nazionali
- FA Youth Cup: 1

Liverpool: 2005-2006